# Neurosi
La neurosi és una categoria obsoleta que es va fer servir per un grup de trastorns neurològics, psíquics o psiquiàtrics. També es fan servir variants psiconeurosi o trastorn neuròtic.
És un terme poc precís per a qualsevol patiment mental sense base corporal que no impedeix la persona funcionar en la vida diària, però amb una angoixa pronunciada. El terme era un resum de diversos trastorns físics, fisiològics i mentals: ansietat, fòbies, conducta obessiva-compulsiva, pànic, tremolor…. Tradicionalment se la diferenciava de la psicosi que és l'estadi quan la persona ja no pot funcionar en la comunitat.
Les actuals classificacions dels trastorns mentals que pretenen ser descriptives i ateorètiques tendeixen a rebutjar-ne l'ús. El 1994 el terme va ser eliminat de la quarta edició del ‘Manual diagnòstic i estadístic dels trastorns mentals’ (Diagnostic and Statistical Manual of Mental Disorders, DSM) per manca de precisió. El DSM-IV trastorns anteriorment anomenats neurosis es descriuen ara en una sèrie de categories descriptives molt més específiques com ansietat, depressió, obsessió… i basades en dades empíriques i amb un màxim de consens internacional per poder aplicar-lo en altres cultures. La 5a edició DSM-5 de 2013 continua en el mateix sentit.
Col·loquialment l'adjectiu ‘neuròtic’ es fa encara servir per descriure un trastorn lleuger o comportament anòmal.

## Història
El terme va ser emprat per primer cop per un metge escocès William Cullen el 1769 per a referir-se a «trastorns de sentir i actuar» causats per una suposada «afecció general del sistema nerviós». Descrivia diversos trastorns nerviosos i símptomes que no podien ser explicats psicològicament. El terme del mot grec neuron 'nervi' i el sufix ‘-osi’ que denota un procés, condició o estat, especialment de caràcter anormal o patològic.
Un problema important és el fet que la frontera entre conducta adaptada i patiment és fluixa. Per donar un exemple: rentar-se les mans i una bona higiene generalment és sa, tot i que a partir d'un cert moment esdevé una trastorn obsessiu. També hi ha una dimensió de context social: portar una masquareta al carrer, fins fa poc es considerava com una angoixa exagerada. La psiquiatria a més té una història de condemna moral de comportaments definits com patòlogics, que anys després van sortir del catàleg.
Els sistemes científiques de classificació actuals han abandonat la categoria de neurosi. Un altre autor encara el 2002 parla de «pobra habilitat per a adaptar-se a l'entorn, una inhabilitat per a canviar els mateixos patrons de vida, i la incapacitat de desenvolupar una personalitat més rica, més complexa i més satisfactòria», una definició tan ample que tot hi cap.
Ja des de la redacció de la segona edició DSM-II del 1968 hi ha hagut disputes sobre la supressió del terme. Hi van intervenir consideracions científiques i polítiques. Els psiquiatres compromesos amb diferents paradigmes professionals i terapèutics es van enfrontar durant més de dos anys mentre la professió buscava desenvolupar un nou manual que millorés el nivell de fiabilitat de diagnòstic psiquiàtric. La disputa sobre la ‘neurosi’ va prendre una dimensió política que es va resoldre en part mitjançant el compromís, més que no pas per la recerca ordenada del coneixement científic.

## Unes teories
Hi ha moltes fenòmens de conducta que van rebre l'etiqueta de neurosi: trastorn obsessiucompulsiu, neurosi d'ansietat, i una interminable llista de varietats de fòbies i manies. La diagnosi depèn més aviat de l'escola del terapeuta que de criteris objectius. Segons les escoles, els símptomes de neurosi són diversos: «ansietat, tristesa o depressió, ràbia, irritabilitat, confusió mental, baixa autoestima, les fòbies, estat d'alerta, actes impulsius i compulsius, letargia, etc., problemes cognitius com ara pensaments desagradables o desequilibrants, repetició de pensaments i obsessió, fantaseig habitual, negativitat i cinisme. Socialment, la neurosi implica dependència, agressivitat, perfeccionisme, aïllament esquizoide, comportaments socioculturalment inapropiats, etc.»
La psiquiatria contemporanea fa servir un mètode descriptiu que cerca una precisió màxima que redueix el risc d'errors i permet de fer comparacions científiques. Les psicoanalistes per contra fan servir una hipotètica concepció etiologica (sobre les causes) que és una inferència teorètica (‘una neurosi és l'expressió d'un conflicte entre el jo i el superjo’). Considera la neurosi com un mecanisme ineficient per a «fer front» a l'ansietat.
Sigmund Freud pensava que es produïa quan l'ego no era prou fort per resoldre conflictes emocionals entre l'allò i el superego. Freud pensava que una persona «només cau malalta de neurosi si el seu ego ha perdut la capacitat de conduir d'alguna manera la seva libido». Segons la teoria psicoanalítica –que no fa unanimitat– les neurosis poden tenir la seva arrel en mecanismes de defensa de l'ego. Els mecanismes de defensa són una manera normal de desenvolupar i mantenir un sentit consistent del ‘jo’ mentre que només aquells patrons de pensament i comportament que produeixen dificultats per viure s'haurien d'anomenar neurosis.
Un altre psicoanalista, Arthur Ianov (1924-2017), l'inventor de la terapia del crit primal parla de «comportament simbòlic de defensa contra dolor psicobiològic excessiu…,» que «…és autoperpetuador perquè les satisfaccions simbòliques no poden satisfer les necessitats reals». Com molt terapeutes de la parla, els arguments de Janov es basen en històries de casos anecdòtiques no controlades i observacions personals i, com a tal, el seu treball no ha estat validat científicament. Fora de la psicoanàlisi i unes altres terapies de la parla, ja no es fa servir.